# Джон Фасо
Джон Джеймс Фасо-молодший (англ. John James Faso Jr.; нар. 25 серпня 1952, Массапіква, Нью-Йорк) — американський політик-республіканець. Він був лідером меншості в Асамблеї штату Нью-Йорк з 1998 по 2002 рр., представляв 102-й округ з 1987 по 2002 рр. У 2002 р. невдало балотувався на посаду контролера штату Нью-Йорк. У 2006 р. був кандидатом Республіканської партії у губернатори штату Нью-Йорк, але зазнав поразки від демократа Еліота Спітцера.

## Біографія
Фасо має італійське та ірландське коріння. Католик. Він закінчив Університет штату Нью-Йорк в Брокпорті (1974) і отримав юридичну освіту в Джорджтаунському університеті (1979).
Представник Вашингтона в окрузі Нассау з 1975 по 1979 рр., помічник у Конгресі США з 1978 по 1983 рр., комісар New York Legislative Bill Drafting Commission з 1983 по 1986 рр.
У кінці 1994 р. Фасо входив до перехідної команди новообраного губернатора Джорджа Патакі.
Після залишення Асамблеї, Фасо став партнером у юридичній фірмі Manatt, Phelps & Phillips LLP (представляв, зокрема, інтереси організації Autism Speaks) і був призначений Патакі членом Buffalo Fiscal Stability Authority.
Одружений, має двох дітей.